# William Coley

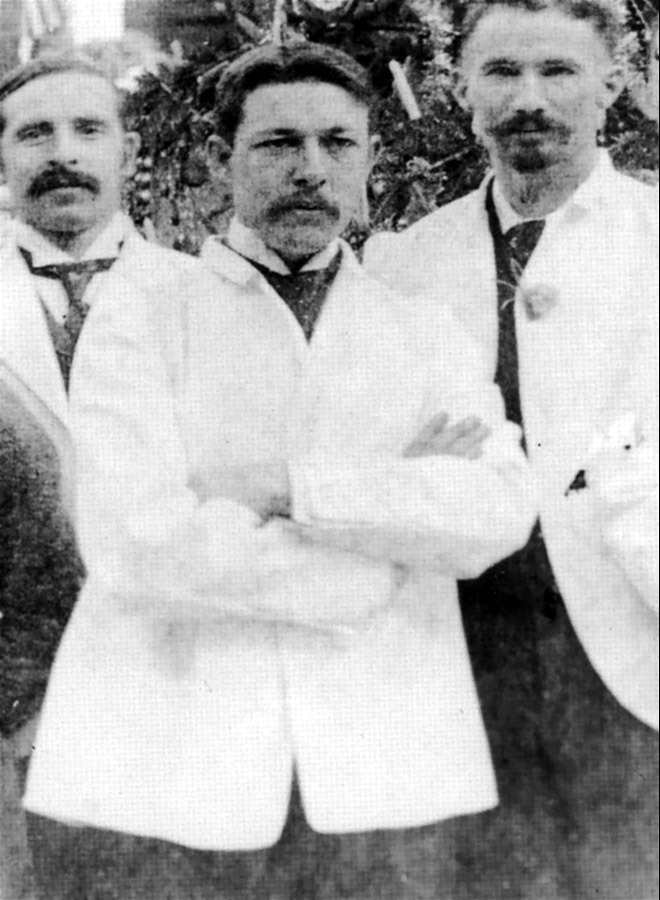
William Coley

William Bradley Coley (Westport, 12 januari 1862 – New York, 16 april 1936) was een Amerikaans orthopedisch chirurg en kankeronderzoeker die vooral bekend werd door het ontwikkelen van behandeling tegen kanker op basis van het veroorzaken van een immuunrespons op bacteriën. In 1975 werd een hier voorverantwoordelijk eiwit, tumornecrosefactor, gevonden.